# Hemitrichoscarta
Hemitrichoscarta is een geslacht van halfvleugeligen uit de familie schuimcicaden (Cercopidae). De wetenschappelijke naam van dit geslacht is voor het eerst geldig gepubliceerd in 1961 door Lallemand & Synave.

## Soorten
Het geslacht Hemitrichoscarta omvat de volgende soorten:
- Hemitrichoscarta deianira (Breddin, 1903)
- Hemitrichoscarta excisa (Schmidt, 1910)
- Hemitrichoscarta picea (Lallemand, 1922)